# Thomas Wren

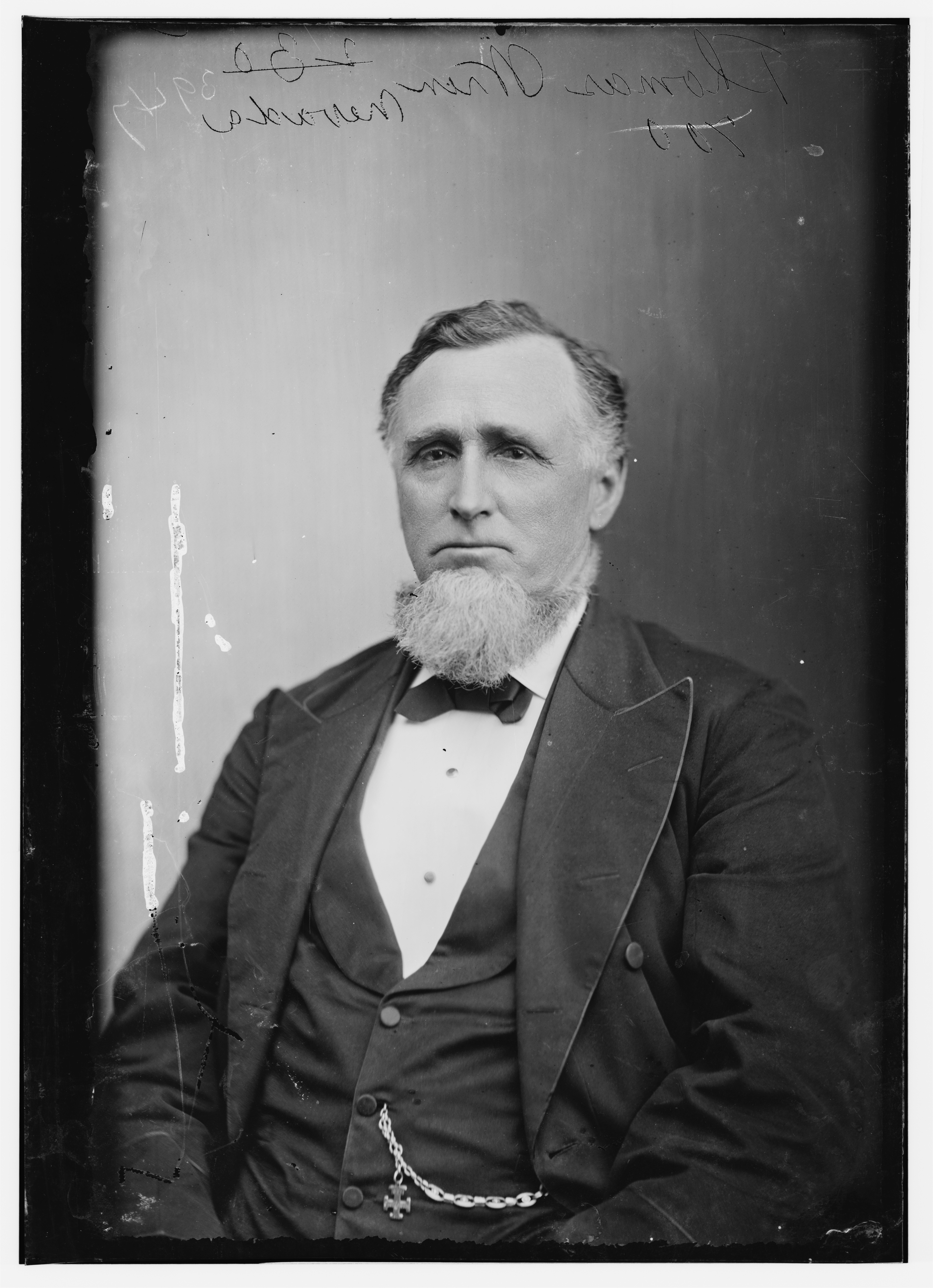
Thomas Wren

Thomas Wren (* 2. Januar 1824 in McArthur, Vinton, Ohio; † 5. Februar 1904 in Reno, Nevada) war ein US-amerikanischer Politiker. Zwischen 1877 und 1879 vertrat er den Bundesstaat Nevada im US-Repräsentantenhaus.

## Frühe Jahre
Thomas Wren besuchte die öffentlichen Schulen seiner Heimat. Danach zog er mit seinen Eltern nach Illinois. Im Jahr 1850 zog er nach Kalifornien, wo er drei Jahre lang nach Gold schürfte. Zwischen 1855 und 1857 war er stellvertretender Landrat (Deputy Clerk) im El Dorado County. Nach einem Jurastudium und der obligatorischen Zulassung als Rechtsanwalt begann er in Downeyville in seinem neuen Beruf zu arbeiten.

## Politische Laufbahn
Im  Jahr 1863 zog er in das Nevada-Territorium, wo er in den folgenden Jahren in verschiedenen Städten als Rechtsanwalt arbeitete. Von 1874 bis 1876 war er Anwalt der Stadt Austin. Außerdem war er Präsident und Anwalt der Richmond Mining Company in Eureka. Thomas Wren schloss sich der Republikanischen Partei an. Im Jahr 1875 war er Abgeordneter in der Nevada Assembly. Bei den Kongresswahlen des Jahres 1876 wurde er als Nachfolger von William Woodburn in das US-Repräsentantenhaus gewählt. Dort absolvierte er zwischen dem 4. März 1877 und dem 3. März 1879 eine Legislaturperiode.
Nach dem Ende seiner Zeit im Kongress arbeitete Thomas Wren als Rechtsanwalt in Reno. Dort ist er am 5. Februar 1904 auch verstorben.